# Striłećkyj Kut
Striłećkyj Kut (ukr. Стрілецький Кут) – wieś na Ukrainie, w obwodzie czerniowieckim, w rejonie czerniowieckim, w hromadzie Mamajiwci. W 2001 liczyła 2069 mieszkańców, spośród których 2044 wskazało jako ojczysty język ukraiński, 18 rosyjski, 1 mołdawski, 4 rumuński, 1 białoruski, a 1 inny.